# طبقة نووية داخلية

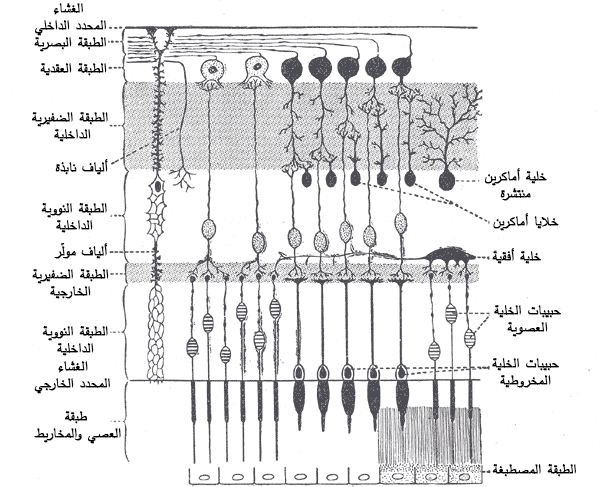
تشريح طبقات الشبكية

الطبقة النووية الداخلية (بالإنجليزية: Inner nuclear layer)‏، تتكون الطبقة النووية الداخلية من عدد من الخلايا معبأة بشكل وثيق، ويوجد منها ثلاثة أنواع من الخلايا وهم: ثنائي القطب، والخلايا الأفقية، والخلايا عديمة الاستطالة.

## خلية عصبية ثنائية القطب
(بالإنجليزية: Retinal bipolar cell)‏

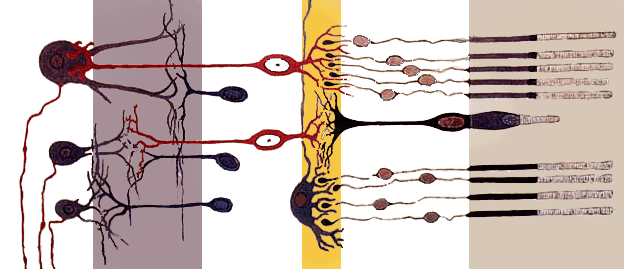
Fig retine

خلية عصبية ثنائية القطب أو خلية الشبكية ثنائية القطب.... جسم الخلية مغزلي الشكل (انظر الرسم)، لها بروزات أحدهما زائدة شجرية تخرج من أحد أقطابها ومن القطب المعاكس يخرج محورها العصبي. وبهذا فان مسيرة الإشارات تمر من الزوائد الشجرية إلى جسم الخلية ومنه إلى المحور ثم إلى مكان انتهائه. يوجد هذا النوع في النسيج الطلائي العصبي لحاسة الشم وفي شبكية العين كما نذكر الآن 
إلى حد بعيد الأكثر عددا، مستديرة أو بيضاوية الشكل، ولها شقين للتشعاب داخلي وخارجي 
وهي مقسمة إلى نوعين من الخلايا طبقا للشكل..خلية مخروطية خلية عصوية

## الخلايا الأفقيه
(بالإنجليزية: Horizontal cells)‏ 
الخلايا الأفقية توجد في الجزء الخارجي من الطبقة النووية الداخلية وجسمها الخلوي بعض الشيء مفلطح.
تشعبات الخلية الافقيه (الزوائد الشجيريه) تتشعاب مع الطبقة الضفيري الخارجية، بينما يهبط محور الخلية (ذيل الخلية العصبية) أفقيا ل مسافة معينة ويتفرع أخيرا في نفس الطبقة.

## الخلايا عديمة الاستطالة
```
(
بالإنجليزية
: 
Amacrine cells
)‏
```

تقوم بتوصيل عصبونات الطبقة الداخلية IPL للشبكية بالمحاور العصبية للخلايا ثنائية القطب (Bi) وكذلك بالزوائد الشجرية لعصبونات الشبكية G ؛ وبالتالي تعمل - مثل الخلايا العرضية H – على الاتصال العرضي داخل الشبكية، ولكن على مستوي ثاني. تؤثر خلايا الأماكرين عن طريق الخلايا ثنائية القطب على الإشارات الواصلة إلى عصبونات الشبكية.
سميت خلايا الأماكرين بهذا الاسم الذي يعني أنها «صغيرة الاطراف» على الافتراض الأولي بأن ليس لها محور عصبي (من عالم التشريح «سنتياجو كاجال» في عام 1894). وينطبق ذلك على الأغلبية العظمى منها: فعلى زوائدها الشجرية توجد مداخل ومخارج تشابكات عصبية، وينقصها المحور العصبي. ولكن بعض خلايا الأماكرين لها أطراف شبيهة بالمحاور العصبية، وهي تعمل على انتقال الإشارات عبر مسافات طويلة نسبيا إلى الشبكية، ولكنها لا تخرج إلى الطبقة GC للشبكية مثلما تفعل عصبونات الشبكية.
وتوجد الخلايا عديم الاستطالات في الجزء الداخلي من الطبقة النووية الداخلية، 
أما عن تشعبات الخلية (الزوائد الشجيريه) فوجد أنها تتشعاب مع الطبقة الضفيريه الداخلية. (بالإنجليزية: inner plexiform layer)‏

## روابط خارجية
- صور نسيجية: 08008loa — نظام تعلم علم الأنسجة في جامعة بوسطن
- صور نسيجية: 07902loa — نظام تعلم علم الأنسجة في جامعة بوسطن